# Erythrodiplax juliana
Erythrodiplax juliana ist eine Libellenart aus der Unterfamilie Sympetrinae. Die Art kommt in Kolumbien, Venezuela, Bolivien, Argentinien sowie in den brasilianischen Bundesstaaten Minas Gerais, Espírito Santo, São Paulo und Amazonas vor.

## Merkmale

### Bau der Imago
Ausgefärbte männliche Imagines der Erythrodiplax juliana sind blauschwarz oder schwarz gefärbt und unterscheiden sich stark von jüngeren Männchen. Während der bei beiden Geschlechtern durchschnittlich 19 Millimeter messende Hinterleib, bei den ausgefärbten Männchen gänzlich schwarz oder blau schwarz ist, ist er bei Jungtieren beider Geschlechter bräunlich gelb bis rötlich braun, wobei er zur Bauchseite hin dunkler wird. Das zehnte Segment ist gelblich bis bräunlich. Knapp über dem seitlichen Kiel findet sich ein dunkelbrauner Streifen, der auf den Segmenten zwei und drei nur sehr schwach ausgeprägt ist. Zudem ist der Streifen jeweils im vorderen Bereich der Segmente vier bis sieben unterbrochen. Ein weiterer dunkler Streifen findet sich auf der Oberseite der Segmente acht und neun. Die Hinterleibsanhänge sind auch bei ausgefärbten Tieren heller und gelblich bis braun.
Während ausgefärbte Männchen im Rückenbereich des Rumpfes komplett schwarz sind, ist dieser bei Jungtieren matt dunkelblau oder blauschwarz und wird nach hinten hin bräunlich. Der Rumpf selber ist gelblich und hat oft einen roten Hauch. Die Flügel sind bis auf einen sehr kleinen basalen, bräunlichen Fleck durchsichtig. Durchschnittlich messen die Hinterflügel 29 Millimeter. Das Flügelmal selbst misst im Schnitt 4 Millimeter.
Im Gesicht ist die, von der Seite gesehen, abgeflachte Frons im oberen Bereich hell metallisch violettblau gefärbt. In den unteren Seitenbereichen finden sich braune Male, die sich bei jungen Tieren weiter ausbreiten als bei ausgefärbten Tieren. Der Clypeus ist bei Jungtieren grün oder braun und bei ausgefäbrten Tieren glänzend schwarz.